# Xyris lucida
Xyris lucida är en gräsväxtart som beskrevs av Gustaf Oskar Andersson Malme. Xyris lucida ingår i släktet Xyris och familjen Xyridaceae. Inga underarter finns listade i Catalogue of Life.